# Novica Tončev
Novica Tončev, cyr. Новица Тончев (ur. 9 grudnia 1962 w Niszu) – serbski polityk, przedsiębiorca i samorządowiec, burmistrz Surdulicy, parlamentarzysta, od 2020 minister.

## Życiorys
W 1989 ukończył studia na wydziale inżynierii lądowej Uniwersytetu w Niszu. Zajął się prowadzeniem własnej działalności gospodarczej. Został właścicielem przedsiębiorstwa budowlanego „Tončev Gradnja”, a także współwłaścicielem spółki medialnej „Surduličke Radio Televizije” i sieci kablowej. Od początku lat 90. związany z administracją lokalną. Stał na czele władz wsi Božica, od 1996 powoływany na różne funkcje w samorządzie gminy Surdulica, m.in. na przewodniczącego rady gminy. W latach 2008–2014 sprawował urząd burmistrza.
W międzyczasie dołączył do Socjalistycznej Partii Serbii, w 2012 wszedł w skład prezydium partii. W wyborach w 2014 po raz pierwszy uzyskał mandat posła do Zgromadzenia Narodowego. Z powodzeniem ubiegał się o reelekcję w 2016 i 2020. Również w 2022 i 2023 otrzymywał mandatowe miejsce na liście koalicji skupionej wokół SPS, uzyskując wybór na deputowanego kolejnych kadencji.
W październiku 2020 został ministrem bez teki w powstałym wówczas drugim rządzie Any Brnabić. Pozostał na tej funkcji również w utworzonym w październiku 2022 trzecim gabinecie tej samej premier, w powołanym w maju 2024 rządzie Miloša Vučevicia i w zatwierdzonym w kwietniu 2025 gabinecie Đura Macuta.